# Kaia Gerber

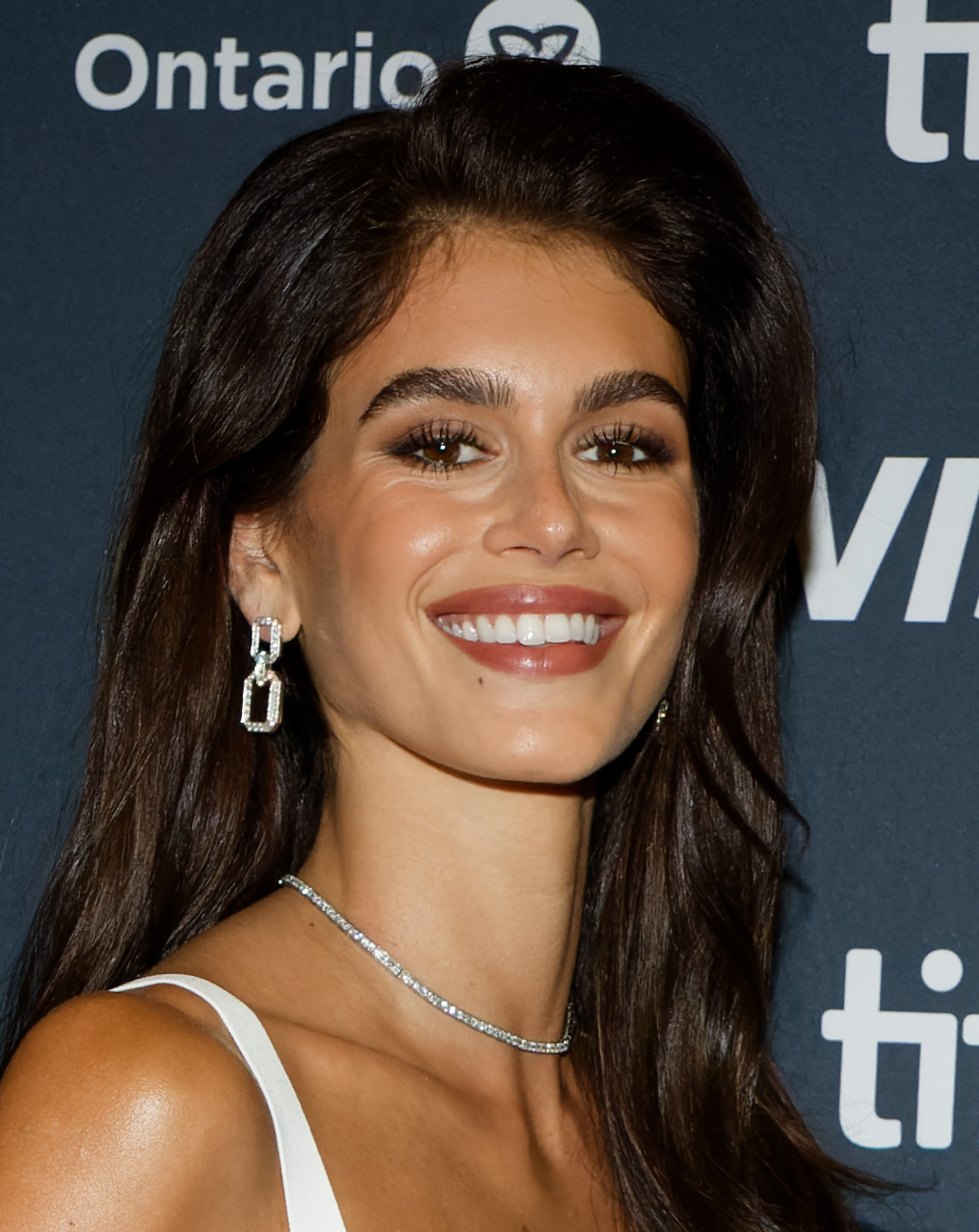
Kaia Gerber (2024)

Kaia Jordan Gerber, auch Kaya Jordan Gerber (* 3. September 2001 in Malibu, Kalifornien), ist ein US-amerikanisches Model und Schauspielerin.

## Frühe Jahre
Kaia Gerber ist die Tochter des Models Cindy Crawford und des amerikanischen Unternehmers Rande Gerber. Als sie 10 Jahre alt war, bekam sie ihren ersten Modeljob bei Versaces Kinderlinie „Versace Young“.

## Karriere
Gerber wurde für Magazine wie Vogue, Teen Vogue und Pop Magazine fotografiert. Im Jahr 2017 debütierte sie bei Raf Simons’ Calvin-Klein-Parade im Alter von 16 Jahren, vor Modehäusern wie Marc Jacobs, Burberry, Alexander Wang, Prada, Chanel, Fendi, Moschino und Versace, Alexander McQueen, Valentino. Mit ihrer Mutter Cindy Crawford trat sie im Winter bei der New York Fashion Week 2018 auf.
Gerber begann ihre Modelkarriere mit einer Reihe von Werbekampagnen für Marken wie Marc Jacobs, Versace, Calvin Klein, Saint Laurent, Fendi, Moschino, Omega und Miu Miu. Im Jahr 2018 erhielt sie gleichzeitig Kampagnen aus Valentino Pre-Fall- und Chanel-Handtaschengeschichten fotografiert von Karl Lagerfeld.
Gerber spielte 2016 im Alter von 15 Jahren im Film Sister Cities „die junge Caroline“, die als Erwachsene von Stana Katić gespielt wird.
Sie war mit dem Schauspieler Jacob Elordi liiert. 2023 lief Gerber auf der Haute Couture Week in Paris für Valentino.

## Filmografie (Auswahl)
- 2016: Sister Cities (Fernsehfilm)
- 2017: Rich Kids of Instagram (Fernsehserie)
- 2021: American Horror Stories (Fernsehserie, 3 Episoden)
- 2021: American Horror Story: Double Feature (Fernsehserie, 4 Episoden)
- 2022: Babylon – Rausch der Ekstase (Babylon)
- 2023: Bottoms
- 2024: Palm Royale (Fernsehserie, 10 Episoden)
- 2024: Saturday Night
- 2024: Shell
- 2025: Überkompensation (Overcompensating, 3 Episoden)
- 2025: Hacks (Fernsehserie, Episode 4x07)